# Gus Frerotte
Gustave Joseph "Gus" Frerotte (født 31. juli 1971 i Kittanning, Pennsylvania, USA) er en tidligere amerikansk footballspiller, der spillede i NFL som quarterback. Frerotte kom ind i ligaen i 1994 og spillede i den frem til 2008.
Frerotte blev en enkelt gang, i 1996, hvor han spillede for Washington Redskins, udtaget til Pro Bowl, NFL's All Star-kamp.

## Klubber
- Washington Redskins (1994–1998)
- Detroit Lions (1999)
- Denver Broncos (2000–2001)
- Cincinnati Bengals (2002)
- Minnesota Vikings (2003–2004)
- Miami Dolphins (2005)
- St. Louis Rams (2006–2007)
- Minnesota Vikings (2008)